# Cicindela unipunctata
Cicindela unipunctata är en skalbaggsart som beskrevs av Fabricius 1775. Cicindela unipunctata ingår i släktet Cicindela och familjen jordlöpare. Inga underarter finns listade i Catalogue of Life.